# James Lipton
James Lipton (Detroit, 19 de setembro de 1926 – Nova Iorque, 2 de março de 2020) foi um escritor norte-americano, compositor, ator e reitor emérito da Escola de Teatro Actors Studio, na Pace University, em Nova Iorque . Foi o produtor executivo, escritor e apresentador da série de televisão a cabo Inside the Actors Studio, que estreou em 1994. Foi cavaleiro da Legião de Honra francesa.
James Lipton foi amplamente conhecido como o criador, diretor e produtor, escritor e apresentador do programa Inside the Actors Studio, que é visto em 89 milhões de lares americanos pelo canal Bravo, e ao redor do mundo, em 125 países. De 1994 até a sua morte, mais de 250 atores, diretores e escritores se juntaram a ele na criação do que muitos consideram a memória viva do cinema americano.
A série de televisão, que foi indicada ao Emmy quatorze vezes ao longo dos anos, um recorde para programas de televisão em horário nobre, é na verdade um curso no programa de grau de mestre, do renomado Actors Studio, da Escola de Teatro da Universidade Pace, a maior escola de teatro a nível de pós-graduação nos Estados Unidos. Foi criado por Lipton, seu reitor, à época.
Assim como cada um de seus ilustres convidados traz ao Inside the Actors Studio uma vida inteira de experiência a ser compartilhada com os alunos da escola, Lipton traz para a série e a escola sua experiência como ator, diretor e produtor de teatro, cinema e televisão, coreógrafo, dramaturgo, letrista, roteirista, autor de ficção e não-ficção, e acadêmico.
Mais de dez anos de sua vida foram passados em sala de aula como um estudante de três dos mestres reconhecidos das artes teatrais, Stella Adler, Harold Clurman e Robert Lewis. Ele foi treinado na dança moderna e balé por Hanya Holm e Alwin Nikolais, e no balé por Ella Daganova e Benjamin Harkarvy. Seus professores de voz foram Eva Gauthier e Arthur Lessac. Sua carreira começou na Broadway em O Jardim de Outono, peça de Lillian Hellman, e estendeu-se a uma ampla variedade de papéis no cinema e na televisão.
Foi responsável, como escritor e executivo-produtor de alguns dos momentos mais famosos da televisão, entre eles o Gala Inaugural de Jimmy Carter, o primeiro concerto presidencial já televisionado, e as primeiras transmissões originárias do Kennedy Center, um show com Bob Hope, que bateu recorde de audiência,  e The Road to China, o primeiro programa de entretenimento americano transmitido de território chinês, que foi ao ar por três horas na NBC.
Foi o escritor e produtor de Espelhos, adaptada por ele a partir de seu romance, que apareceu na NBC, e criou o roteiro para Copacabana, que foi escolhida pela TV Guide como um dos dez melhores telefilmes do ano.
Na Broadway, Lipton escreveu o libreto e letras de dois musicais Nowhere to Go Up e  Sherry!. Em 2005, ele revisitou Sherry!, produzindo com o elenco do musical um álbum para a Angel Records, estrelado por Nathan Lane, Bernadette Peters, Carol Burnett, Tommy Tune e Mike Myers. Também na Broadway, ele produziu os Senhores Poderosos, estrelado por Morgan Freeman.
Morreu no dia 2 de março de 2020, aos 93 anos, em decorrência do câncer de bexiga.